# Plaza de Armas de Quilicura
La Plaza de Armas de Quilicura es un parque urbano con forma de manzana cuadrangular ubicada en el centro de la comuna chilena de Quilicura, en la Región Metropolitana.

## Historia
Desde su creación, este parque fue un punto neurálgico de reuniones sociales al aire libre para las familias quilicuranas, en una época cuando la comuna no se encontraba conurbada al resto del Gran Santiago. A fines del siglo XX, un grupo de jóvenes se encargaron de amenizar el ambiente de la plaza con música y animación durante la temporada estival, siendo éstos los precedentes para la fundación de la primera radio comunitaria comunal, llamada en sus inicios como «Radio Plaza», para luego rebautizarse como «Radio Quilicura».
Con el actual crecimiento demográfico que convirtió a Quilicura en al siglo XXI en la comuna más poblada del sector norte de Santiago, fueron construidas otras áreas verdes al interior del radio urbano comunal. No obstante, la plaza sigue conservando su importancia debido a la amplia cantidad de servicios públicos, comerciales y financieros que se encuentran a su alrededor.

## Entorno
La plaza se encuentra situada dentro de un rectángulo que alberga una serie de edificios con los principales servicios públicos de la comuna, como el Servicio de Registro Civil e Identificación, la Corporación de Asistencia Judicial, el Servicio de Atención Primaria de Urgencia (SAPU) Rodrigo Rojas de Negri, la Biblioteca y el Centro Cultural Municipal, un banco, entre otros. Frente a este rectángulo se emplaza la estación Plaza Quilicura de la Línea 3 del Metro de Santiago la cual fue inaugurada el 25 de septiembre de 2023. Asimismo, en el costado Sur hacia la calle José Francisco Vergara, se ubica la casa consistorial de la Ilustre Municipalidad de Quilicura, mientras que por el costado Este, se construyó el Mall Arauco Quilicura, centro comercial inaugurado en mayo de 2013.